# 리오 매컨

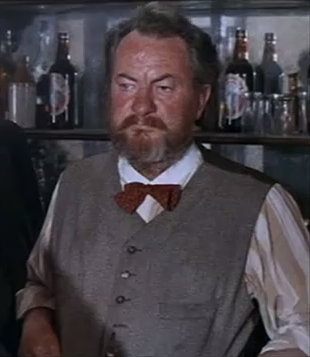

리오 매컨(Leo McKern, 1920년 3월 16일 ~ 2002년 7월 23일)은 오스트레일리아의 배우이다.
시드니에서 태어났으며 바스에서 사망하였다. 사인은 당뇨병이다.

## 영화
- 트레블링 맨 (1987년)
- 거울 살인사건 (1985년) - 커리 경감 역
- 레이디호크 (1985년)
- 리어 왕 (1983년)
- 프랑스 중위의 여자 (1981년)
- 럼폴스 리턴 (1980년) - 호레이스 역
- 블루 라군 (1980년) - 패디 버튼 역
- 천사가 약속한 작은 별 (1978년)
- 오멘 2 (1978년)
- 캔들슈 (1977년)
- 오멘 (1976년)
- 비밀 문서 소동 (1975년)
- 로마여 영원하라 (1973년)
- 라이언의 딸 (1970년) - 토마스 라이언 역
- 슈즈 오브 더 피셔먼 (1968년)
- 비밀 지령 K (1968년)
- 사계의 사나이 (1966년)
- 헬프! (1965년)
- 더 웬즈데이 플레이 (1964년)
- 왕과 조국 (1964년)
- 리사 (1962년)
- 지구가 불타는 날 (1961년)
- 약소국 그랜드 펜윅 이야기 (1959년)
- 두 도시 이야기 (1958년)
- 타임 위드아웃 피티 (1957년)
- 엑스: 언노운 (1956년)
- 로빈 후드 (1955년)
- 디즈니랜드 (1954년)